# Nancy Lenehan
Nancy Lenehan es una actriz estadounidense que tiene un papel protagónico en la serie de comedia de la CBS Worst Week, y un papel recurrente en la comedia de NBC My Name Is Earl como la madre de Earl y Randy. También coprotagonizó la serie americana de corta duración de la ABC Married to the Kellys y ha aparecido como estrella invitada en un gran número de series de televisión.

## Apariciones en televisión
- Worst Week (2008 - presente)
- Little Britain USA (2008) - Kelly (pariente de Harvey Pincher)
- Malcolm in the Middle (2000 & 2003)
- Everybody Loves Raymond (2002)
- Gilmore Girls (2001)
- Judging Amy (2001)
- Dharma & Greg (1999)
- Caroline in the City (1998)
- Buffy The Vampire Slayer(1998)
- 3rd Rock from the Sun (1997)
- ER (1997)
- Boy Meets World (1997)
- Quantum Leap (1991)

### Papeles recurrentes
- Grace Under Fire (1993 - 1998) - Sra. Sheffield
- Ellen (1996 - 1997) - Margaret
- The New Adventures of Old Christine (2006 - 2007) - Sra. Nunley

## Papeles más importantes
- Night Swim (2024)[1]
- Beauty Shop (2005) - Sra. Struggs
- Eddie's Million Dollar Cook-Off (TV) (2003) - Señora Hadley
- Atrápame si puedes (2002) - Carol Strong
- Pleasantville (1998) - Marge Jenkins
- Amelia Earhart: El vuelo final (TV) (1994)